# Arsênio de Enzai
Arsênio de Enzai (em latim: Arsenius; em grego: Ἀρσένιος; em armênio/arménio: Արսեն; romaniz.: Arsen) foi um nobre armênio (nacarar) do século V, membro da família de Enzai, que esteve ativo no reinado do xainxá Isdigerdes II (r. 438–457).

## Nome
Arsênio (Arsenius) é a forma latina do grego Arsênio (Ἀρσένιος, Arsénios), "másculo". Foi registrado em armênio como Arsém (Արսեն Arsen).

## Contexto

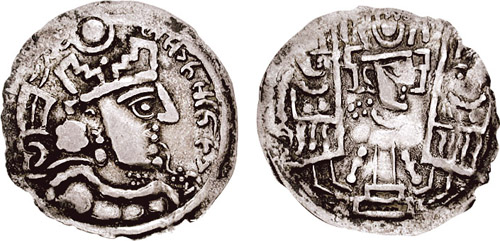
Dracma de r.

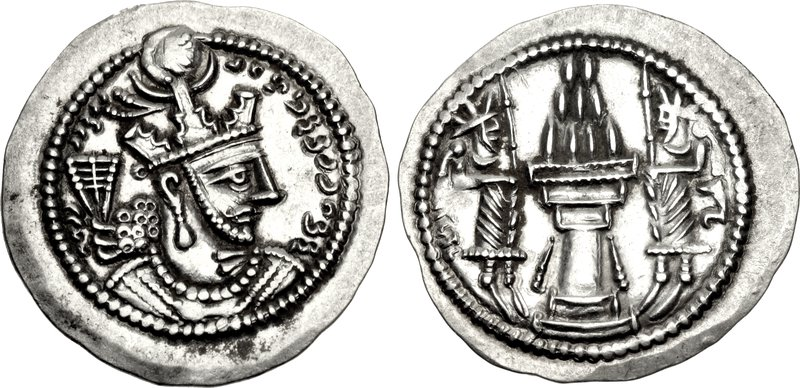
Dracma de r.

Em 428, os nacarares da Armênia peticionaram ao xainxá Vararanes V (r. 420–438) para que destronasse o rei Artaxias IV (r. 422–428) e abolisse a dinastia arsácida. Para governar o país, Vemir-Sapor foi nomeado como marzobã e e Vaanes II foi designado à tenência real. Vemir-Sapor morreu em 442, após uma administração considerada justa e liberal, na qual conseguiu manter a ordem sem ferir o sentimento nacional de frente. Vasaces I substituiu-o como marzobã. Vararanes permitiu a manutenção do cristianismo, enquanto procurava acabar com a influência do Império Bizantino sobre a Igreja da Armênia ao anexá-la à Igreja do Oriente. Contudo, seu filho e sucessor, Isdigerdes II (r. 438–457), era um pietista masdeísta e se comprometeu a impor o masdeísmo na Armênia.

## Vida
A parentela de Arsênio é desconhecido, exceto que pertencia à família de Enzai. Em 450-451, quando Vardanes II liderou uma grande revolta contra a autoridade de Isdigerdes II, Arsênio ficou ao lado dos rebeldes. Participou na decisiva Batalha de Avarair de 26 de maio de 451, onde pereceu no combate.